# Globish
Il globish (crasi di globe, globo, e english, inglese; in italiano globalese, globese o inglese globale) è una versione semplificata dell'inglese che si prefigge di usare solo i termini e le frasi più comuni e semplici. Esiste un dizionario globish ideato dal francese Jean-Paul Nerrière, che, dopo aver ideato il termine, ne ha tratto un marchio registrato di cui detiene i diritti.

## Storia
L'ideatore, Nerriere, è un ex dipendente della IBM, che ha concepito questa sorta di inglese "leggero" che la gente di tutto il mondo dovrebbe capire più facilmente di quello esteso. Infatti, molti conoscono un inglese molto semplificato, spesso definito "globish". Nerriere ha avuto questa idea quando si trovava a un congresso assieme a altri colleghi di tutto il mondo che tra loro comunicavano col globish: quando si sono presentati i due americani che dovevano tenere la conferenza (parlanti madrelingua) gli altri hanno capito semplicemente i loro nomi e per tutto il resto non sono riusciti ad intendersi.
Nerriere ha quindi deciso di scrivere un dizionario di sole 1.500 parole per far imparare un inglese basico ed essenziale al fine di far comprendere ai meno esperti anche i discorsi dei madrelingua.

## Critiche
Come per ogni lingua ausiliaria internazionale non mancano le critiche:
- per essere sospettato di imperialismo diffondendo una sola lingua e cultura a scapito delle altre: critica avanzata specie da parlanti o sostenitori di lingue "neutre" nel senso di non appartenenti ad alcuna nazione o potenza economico-politica (principalmente l'esperanto, la lingua ausiliaria internazionale con più seguito). Infatti gli anglofoni sono una minima parte della popolazione mondiale[1];
- per la detenzione dei diritti da parte del suo inventore: pochi creatori di lingue[2] rinunciarono ai diritti, in modo che la diffusione della lingua creata non fosse vincolata da guadagni ma procedesse grazie ai suoi ideali, ed il globish non è economicamente libero. È infatti un marchio registrato e può essere anche visto come un affare commerciale da "vendere". Ad esempio, si dice che il globish è composto da un insieme di regole e parole ben definite, ma allo stesso tempo si vuole lasciare l'impressione che chiunque parli un inglese ad un livello non molto alto stia già parlando globish e che quindi aderendo a questa lingua non dovrebbe praticamente studiarla, mentre in realtà i parlanti del globish propriamente detto sono un gruppo molto ristretto di persone che spesso conoscono l'inglese.
- come le altre semplificazioni dell'inglese (vedi Basic English) viene criticato per la pronuncia non chiara derivata dall'inglese che ne pregiudicherebbe la comprensione: l'inglese contiene un alto numero di consonanti, ovvero 24 (che superano già il numero di lettere dell'italiano) alle quali si aggiungono ben 12 vocali, ed a queste ultime si sommano altri 10 dittonghi[3], che per la loro complessità sono spesso udibili e pronunciabili bene quasi esclusivamente dai madrelingua;
- per essere considerato come un inglese "per stupidi" da chi dovrebbe impararlo, e quindi non uno strumento capace di mettere alla pari con ogni parlante, destinato a rendere chi lo parla come un parlante di serie B;
- per non essere sempre ben accetto dai nativi inglesi, che al di fuori dei semplici dialoghi in situazioni particolari come viaggi all'estero (ad esempio la comunicazione con un tassista), non sempre sono ben disposti a fare discorsi seri con simili lingue o ad accettare un linguaggio tanto semplice in alcuni contesti (ad esempio un albergo);
- il globish in particolare, per la sua struttura, richiede di rinunciare a gran parte del lessico dell'inglese, e per un madrelingua è difficile ricordare quali parole o modi di dire "dimenticare" ogni volta che si passa al globish, specie se i contatti con stranieri sono sporadici;